# Bancheng
Bancheng (kinesiska: 半程镇, 半程) är en köping i Kina. Den ligger i provinsen Shandong, i den östra delen av landet, omkring 200 kilometer sydost om provinshuvudstaden Jinan. Antalet invånare är 66286. Befolkningen består av 31 951 kvinnor och 34 335 män. Barn under 15 år utgör 18,0 %, vuxna 15-64 år 73 %, och äldre över 65 år 8,0 %.
Genomsnittlig årsnederbörd är 1 105 millimeter. Den regnigaste månaden är juli, med i genomsnitt 330 mm nederbörd, och den torraste är januari, med 6 mm nederbörd.